# Coronel Domingos Soares
Coronel Domingos Soares là một đô thị thuộc bang Paraná, Brasil. Đô thị này có diện tích 1557,894 km², dân số năm 2007 là 7790 người, mật độ 4,7 người/km².